# 티니위니
티니위니(TEENIE WEENIE)는 이랜드의 캐쥬얼 의류 브랜드이다. 곰돌이 캐릭터로 유명하다.

## 연혁
2015년 1월 11일에 이랜드그룹은 티니위니가 중국 시장에서 2014년에 연 매출 5,000억 원을 돌파하였다고 발표하였다.

## 같이 보기
- 후아유

## 참조
1. ↑  티니위니, 中 연매출 5000억원 돌파..'이랜드 효자곰' 보관됨 2015-09-24 - 웨이백 머신 - 이데일리